# Съботник
 Тази статия е за персонажа от българските народни вярвания.  За деня на безплатен труд вижте Ленински съботник.  
Съ̀ботник, съботнѝк в българските народни вярвания се нарича човек, роден в събота. Вярва се, че тези хора имат свръхестествени способности и могат да виждат починали хора и разпознават злите демонични същества като устрели, самодиви, болести и т.н.; единствено съботниците могат да преследват и да унищожават тези същества. Освен това съботниците могат да различават магьосниците измежду хората, както и самите те да гадаят, да тълкуват сънища и пр.
Раждането на дете в събота е голяма радост за семейството, тъй като на това раждане се гледа като на божие благоволение. Смята се, че къща, в която живее съботник, е предпазена от магии, болести и духове.
Това поверие се отнася и до домашните животни – на особена почит са кучетата-съботници (известен е мотивът за чумата, която се страхува да влезе в къща, в която има куче-съботник), а воловете и конете, родени в събота, струват повече, отколкото тези, родени в другите дни от седмицата.